# Ptenidium punctatum
Ptenidium punctatum är en skalbaggsart som först beskrevs av Leonard Gyllenhaal 1827.  Ptenidium punctatum ingår i släktet Ptenidium, och familjen fjädervingar. Enligt den finländska rödlistan är arten sårbar i Finland. Arten är reproducerande i Sverige. Artens livsmiljö är sandstränder vid Östersjön.